# Bazylika Marije Pomagaj w Brezjach
Bazylika Marije Pomagaj – słoweńskie rzymskokatolickie sanktuarium narodowe znajdujące się we wsi Brezje.

## Historia
W XV wieku na miejscu dzisiejszej bazyliki znajdował się kościół pw. św. Wita. W 1800 roku Urban Ažbe, proboszcz parafii w Mošnjach, nakazał rozbudowę świątyni o kaplicę poświęconą Matce Bożej Wspomożenia Wiernych, w której w 1814 roku zawieszono obraz Matki Bożej pędzla Leopolda Layera. Po trzech uzdrowieniach, do których miało dojść za pośrednictwem wizerunku Maryi w 1863 roku, oraz kolejnych cudach odnotowanych w następnych latach, kaplica stała się celem pielgrzymek i wkrótce okazała się zbyt mała. 9 października 1889 wmurowano kamień węgielny pod budowę nowej świątyni, którą konsekrował 7 października 1900 roku kard. Jakob Missia. Projektantem świątyni byli Robert Mikovitz, a pracami budowlanymi kierował Franc Faleschini. W 1898 roku opiekę nad sanktuarium powierzono franciszkanom.  1 września 1907 bp Anton Bonaventura Jeglič koronował obraz Matki Bożej, w uroczystości uczestniczyło około 30 tysięcy pielgrzymów. W latach 1938–1939 założono ogród przed świątynią wg projektu Jožego Plečnika. W latach 1941–1947 cudowny obraz był przechowywany w Trsacie (dzielnica Rijeki) i w katedrze Świętego Mikołaja w Lublanie, by uniknąć zniszczenia podczas II wojny światowej. W 1965 roku wyremontowano elewacje świątyni. 5 października 1988 papież Jan Paweł II wyniósł kościół do godności bazyliki mniejszej, a 17 maja 1996 odwiedził on świątynię podczas podróży apostolskiej do Słowenii. 1 stycznia 2000, decyzją Konferencji Episkopatu Słowenii z 7 września 1999, kompleks uzyskał tytuł narodowego sanktuarium maryjnego. W 2023 roku wyremontowano wieżę kościoła i wymieniono jej hełm.

## Architektura i wyposażenie
Świątynia neorenesansowa, jednonawowa, z kaplicami bocznymi po obu stronach nawy. Ma długość 39 m, szerokość 19 m i wysokość 17 m. Fasadę zdobią mozaiki, rozeta i portal główny z bogato dekorowanymi drzwiami, z wyrzeźbionymi wizerunkami postaci biblijnych, aniołów i Matki Bożej. Obraz Matki Bożej przechowywany jest w zwieńczonej kopułą południowej kaplicy, zainstalowano go w ołtarzu konsekrowanym 8 grudnia 1954 przez bpa Antona Vovka. Organy wykonał w 1900 roku Joseph Mauracher II, a w 1917 przebudował je Anton Dernič. Składają się z 3 manuałów i 47 głosów.

## Galeria

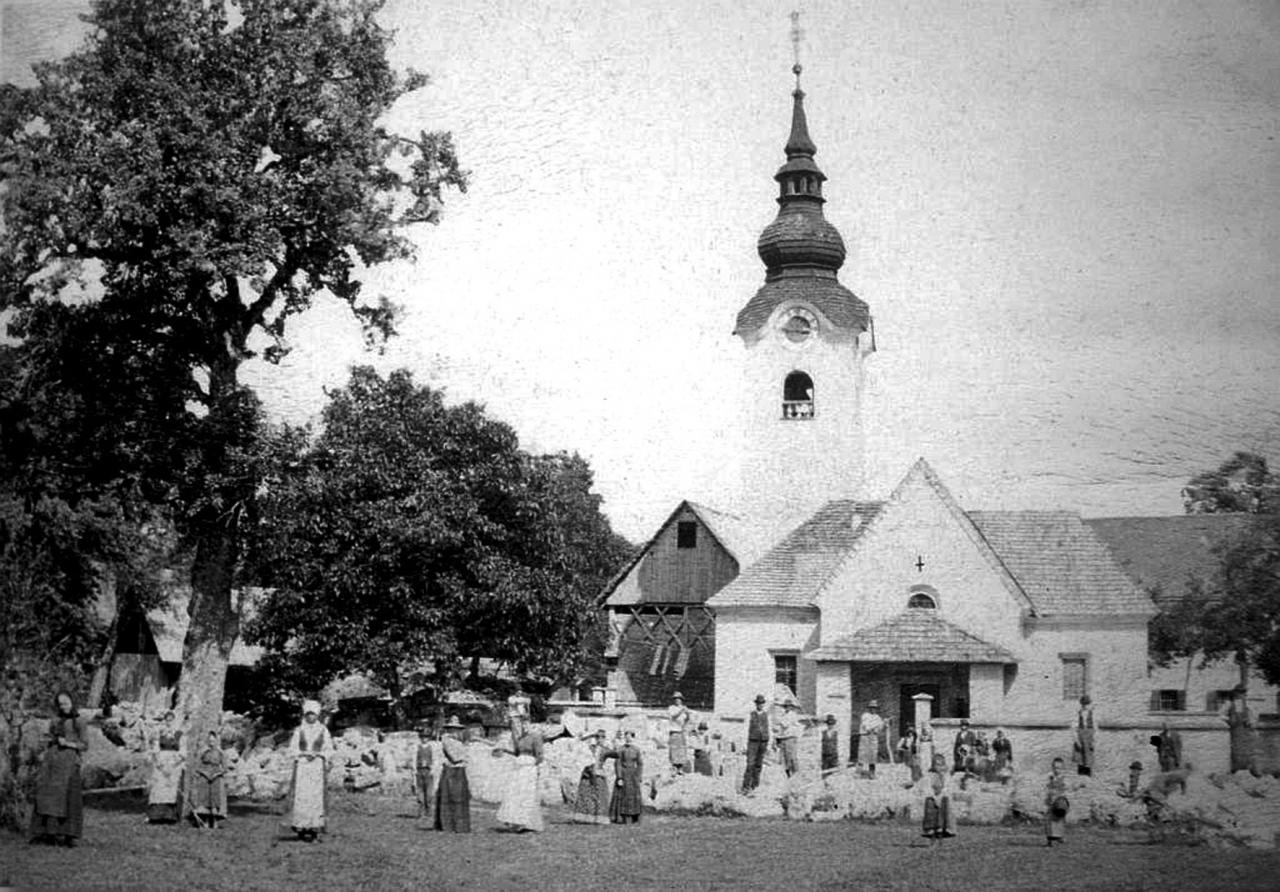
Kościół św. Wita w 1887, poprzednik dzisiejszej bazyliki
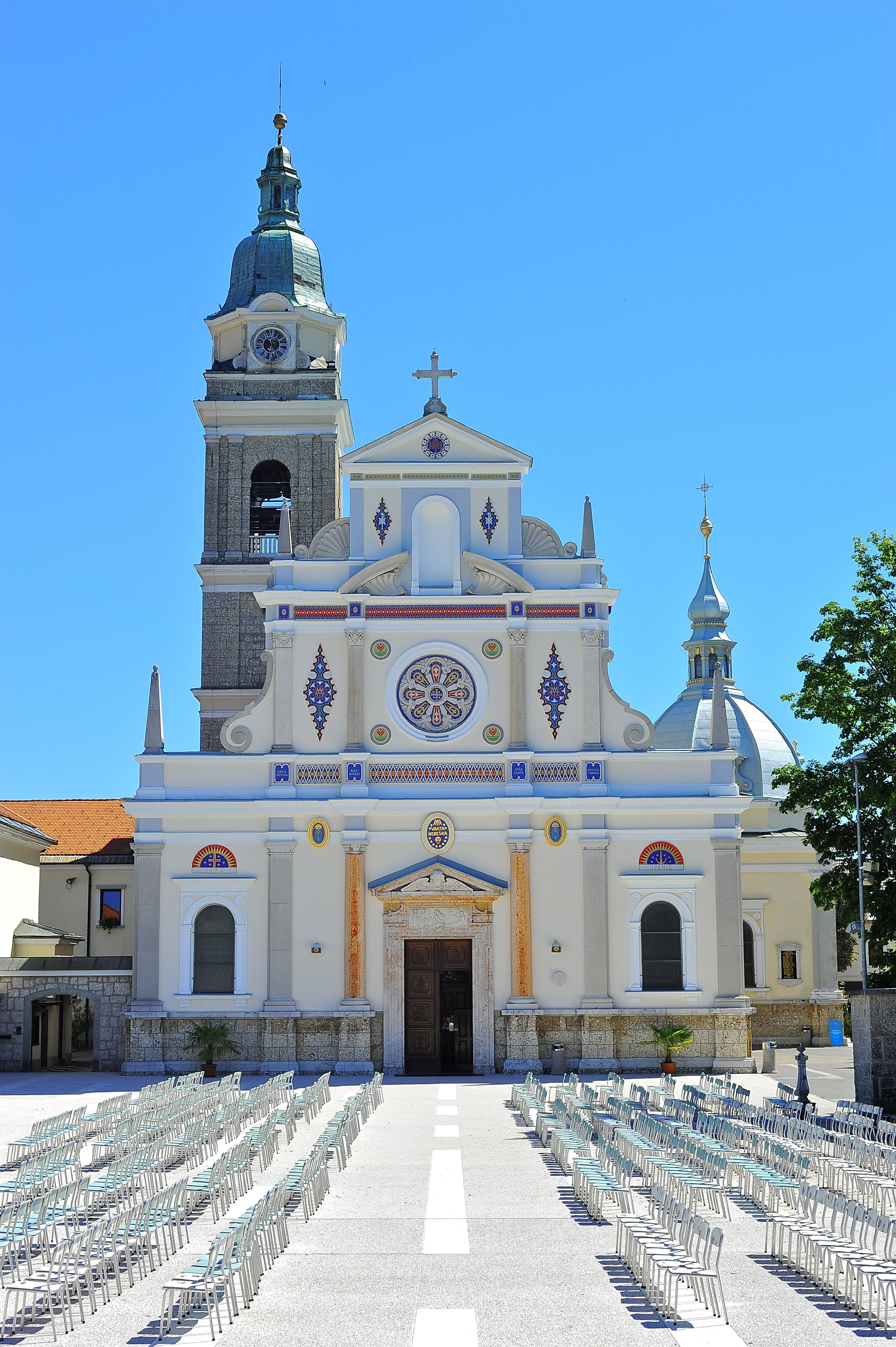
Fasada
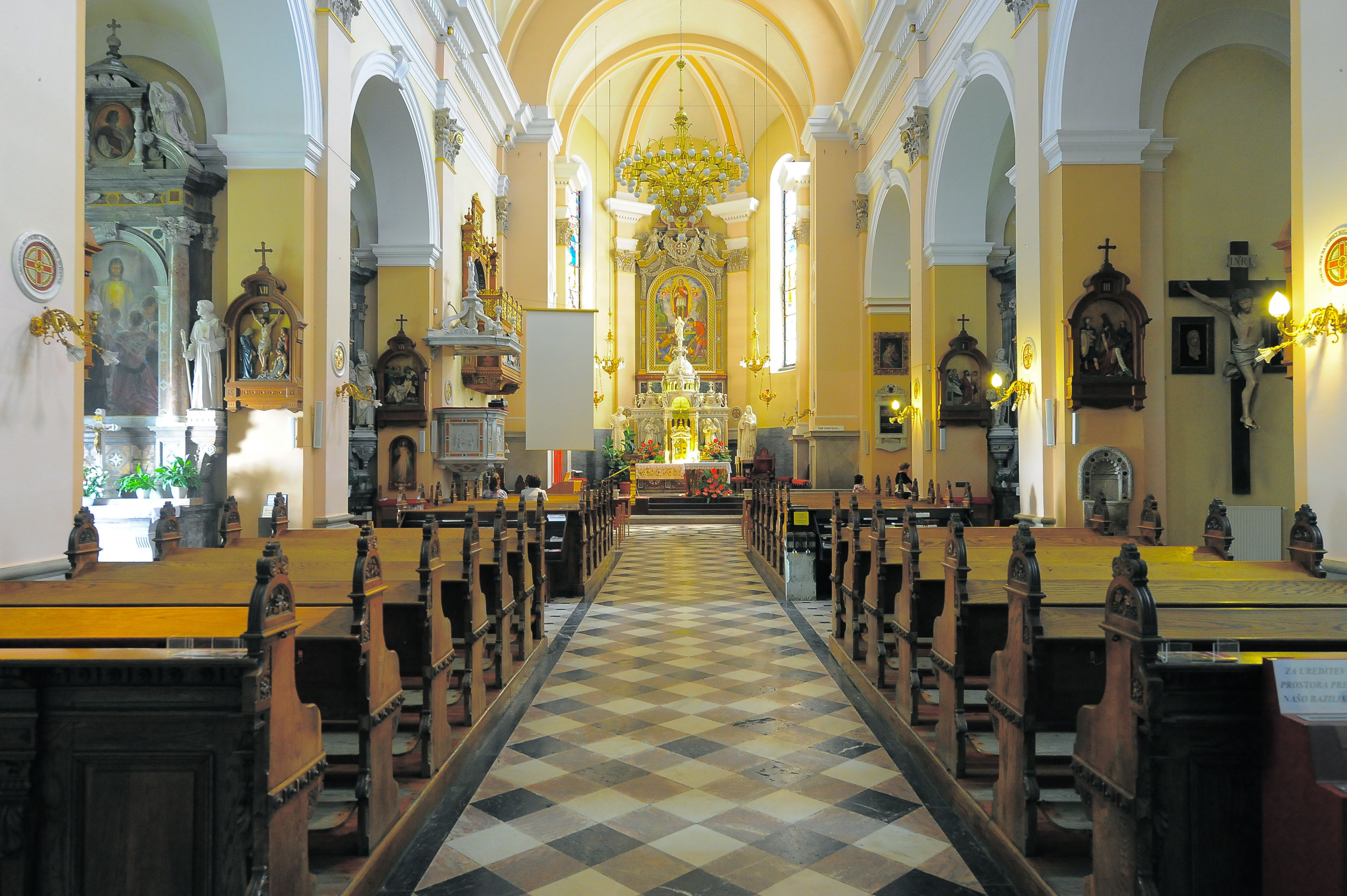
Wnętrze
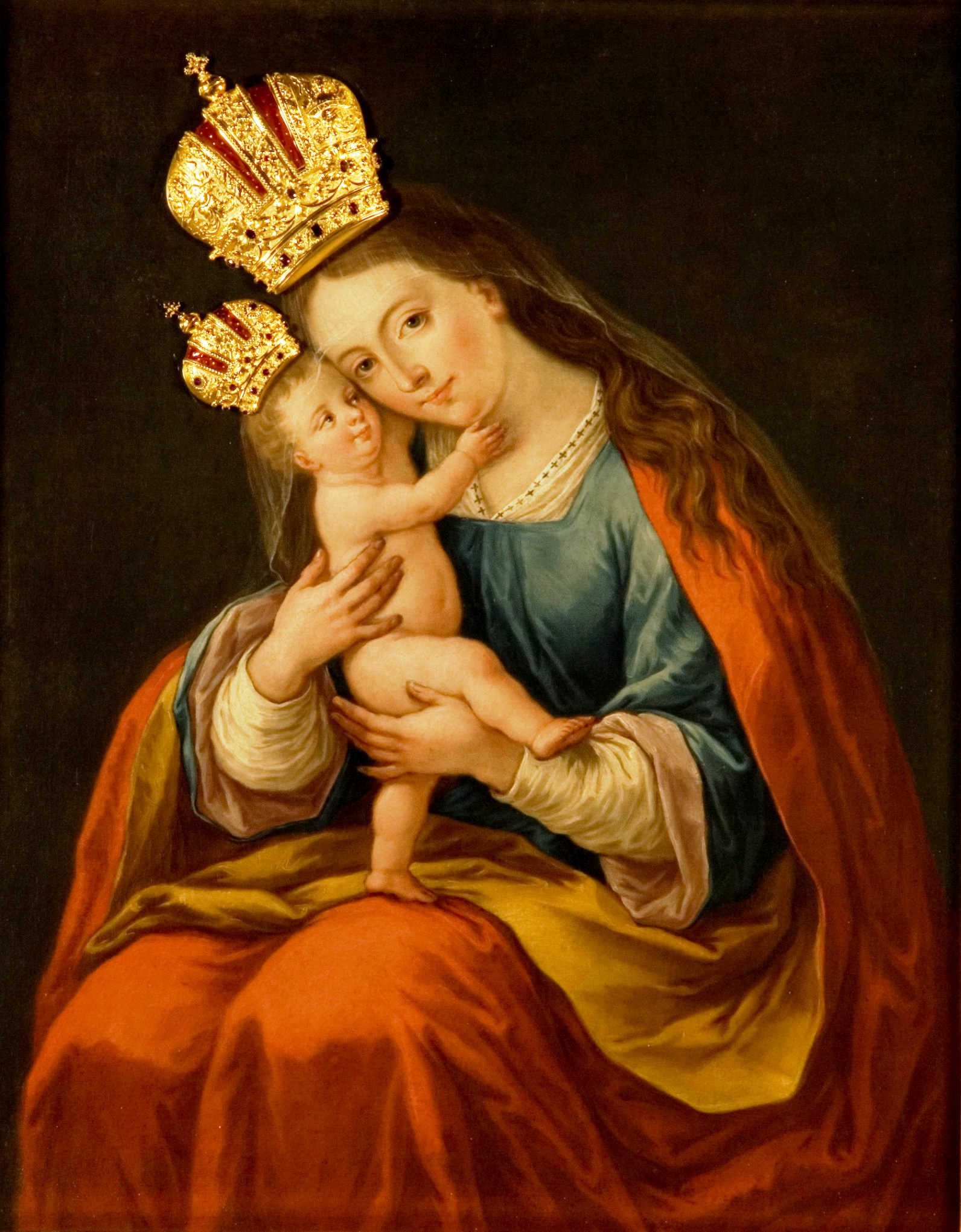
Obraz Matki Bożej Wspomożycielki Wiernych